# Joop Landré
Pour les articles homonymes, voir Landré.
Joop Landré, né le 25 décembre 1909 à Rotterdam et mort le 20 mars 1997, est un producteur de cinéma néerlandais.

## Carrière
Il est le père de l'acteur Lou Landré.

## Filmographie
- 1960 : Makkers Staakt uw Wild Geraas de Fons Rademakers[3]
- 1961 : Le Couteau de Fons Rademakers[4]
- 1962 : Rififi in Amsterdam de Giovanni Korporaal[5]
- 1963 : De Vergeten Medeminnaar de Giovanni Korporaal[6]
- 1966 : 10:32 de Arthur Dreifuss[7]